# هكتور غوتيريز رويز
هكتور غوتيريز رويز (بالإسبانية: Héctor Gutiérrez Ruiz) (و. 1934 – 1976 م) هو سياسي من الأوروغواي .